# Can Malràs
Can Malràs és una masia de Massanes (Selva) inclosa a l'Inventari del Patrimoni Arquitectònic de Catalunya.

## Descripció
Masia aïllada situada al barri Marquès, dins el municipi de Massanes.
L'edifici consta de planta baixa i pis, i està cobert per una teulada a doble vessant desaiguada a les façanesa principal i posterior.
Totes les obertures de l'edifici tenen llinda monolítica, brancals de carreus de pedra, i en el cas de les finestres també ampit de pedra.
Els murs són de maçoneria.
Tot l'edifici es troba protegit per un tancat.